# NGC 3747
NGC 3747 ist eine Galaxie vom Hubble-Typ S im Sternbild Drache. Sie ist schätzungsweise 256 Millionen Lichtjahre von der Milchstraße entfernt.
Das Objekt wurde am 2. April 1801 von Wilhelm Herschel entdeckt.